# Liste d'élèves de Sciences Po Paris
Cette liste d'élèves de Sciences Po Paris regroupe les élèves notoires de l'École libre des sciences politiques (1872-1945), puis de l'Institut d'études politiques de Paris (depuis 1945).
La date de promotion correspond à celle d'obtention du diplôme et de sortie. Les non diplômés sont signalés en italiques.

## École libre des sciences politiques
| Promotion | Nom                        |
| --------- | -------------------------- |
| 1884      | Raymond Koechlin           |
| 1885      | Pierre de Coubertin        |
| 1887      | Jean Doulcet               |
| 1888      | Paul Claudel               |
| 1893      | Marcel Proust              |
| 1894      | Émile Dard                 |
| 1897      | Paul Pelliot               |
| 1911      | Pierre-Eugène Fournier     |
| 1913      | Pierre Drieu la Rochelle   |
| 1922      | Wilfrid Baumgartner        |
| 1927      | Habib Bourguiba            |
| 1927      | Mohamed Hassan El Ouazzani |
| 1927      | Alexandre Marc             |
| 1928      | Maurice Couve de Murville  |
| 1928      | Bahri Guiga                |
| 1930      | Roger Peyrefitte           |
| 1931      | Kimon Evan Marengo         |
| 1933      | Michel Debré               |
| 1933      | Jean Fourastié             |
| 1933      | Julien Gracq               |
| 1934      | François Bloch-Lainé       |
| 1934      | Georges Pompidou           |
| 1934      | Claude des Portes          |
| 1935      | Élisabeth Boselli          |
| 1936      | Jean-Marcel Jeanneney      |
| 1936      | Jean-Émile Vié             |
| 1936      | Gilbert Olivier            |
| 1937      | François-Albert Angers     |
| 1937      | Jacques Chaban-Delmas      |
| 1937      | François Mitterrand        |
| 1937      | Alain Poher                |
| 1937      | Pierre Werner              |
| 1938      | Jean Bruyas                |
| 1938      | Léo Ferré                  |
| 1939      | Xavier de La Chevalerie    |
| 1939      | Guy Taittinger             |
| 1940      | Pierre Ribes               |
| 1941      | Michel Durafour            |
| 1942      | Pascal Arrighi             |
| 1943      | Yvon Chotard               |
| 1943      | Henry Le Besnerais         |
| 1943      | Rainier III                |
| 1944      | Max Querrien               |
| 1946      | Pierre de Boisdeffre       |
| 1946      | Michel Crucis              |
| 1946      | Albert Ducrocq             |
| 1946      | Roland Dumas               |
| 1946      | Claude Estier              |
| 1946      | Olivier Guichard           |
| 1946      | Pierre Mahias              |
| 1946      | Philippe Malaud            |
| 1946      | Michel Massenet            |
| 1946      | Roland Nungesser           |
| 1946      | Gabriel Pallez             |
| 1946      | Jean Saint-Geours          |

## Institut d'études politiques de Paris
| Promotion | Nom                               |
| --------- | --------------------------------- |
| 1947      | Christian Bazin                   |
| 1947      | Marcel Boiteux                    |
| 1947      | Jean-François Deniau              |
| 1947      | Bernard Manciet                   |
| 1947      | Pierre Milloz                     |
| 1947      | Olivier Philip                    |
| 1947      | Jean Poudevigne                   |
| 1948      | Marc Viénot                       |
| 1948      | Éric de Dampierre                 |
| 1948      | Stanley Hoffmann                  |
| 1948      | Antoine Veil                      |
| 1948      | Simone Veil                       |
| 1949      | Michel Aurillac                   |
| 1949      | Boutros Boutros-Ghali             |
| 1949      | Bernard Dort                      |
| 1949      | Jean Farge                        |
| 1949      | Juliette de La Genière            |
| 1950      | Édouard Balladur                  |
| 1950      | Raymond Barre                     |
| 1950      | Bernard Dorin                     |
| 1950      | Jacques de Larosière              |
| 1950      | Pierre Pujo                       |
| 1950      | Michel Rocard                     |
| 1950      | Lionel Jospin                     |
| 1951      | Jean Boissonnat                   |
| 1951      | Nicolas Kayanakis                 |
| 1952      | Alain Bacquet                     |
| 1952      | Michel Baroin                     |
| 1952      | Christian de Bartillat            |
| 1952      | Hélène Carrère d'Encausse         |
| 1952      | Bernadette Chirac                 |
| 1952      | Guy Fougier                       |
| 1952      | Michel Gentot                     |
| 1952      | Dieudonné Mandelkern              |
| 1952      | Jérôme Monod                      |
| 1952      | Didier Motchane                   |
| 1952      | Michel de Poncins                 |
| 1953      | Michel Albert                     |
| 1953      | Jean Blondel                      |
| 1953      | Jacques Mousseau                  |
| 1953      | Jacques Parizeau                  |
| 1954      | Christian Bourgois                |
| 1954      | Jacques Chirac                    |
| 1954      | Jean-Yves Haberer                 |
| 1955      | Gérard Klein                      |
| 1955      | Jean-Pierre Soisson               |
| 1956      | Michel Camdessus                  |
| 1956      | Hélène Gisserot                   |
| 1956      | François Heilbronner              |
| 1956      | Maria Nowak                       |
| 1956      | Jean-Louis de Rambures            |
| 1957      | Yves Cuau                         |
| 1957      | Jean-René Huguenin                |
| 1957      | Jean-Philippe Lecat               |
| 1957      | Henri d'Orléans                   |
| 1957      | Dominique Schnapper               |
| 1957      | Mario Stasi                       |
| 1958      | Bernard Chantebout                |
| 1958      | Jean-Pierre Elkabbach             |
| 1958      | Alain Lancelot                    |
| 1958      | Jean-Claude Pasty                 |
| 1958      | François Schlosser                |
| 1958      | Ernest-Antoine Seillière          |
| 1958      | Olivier Stirn                     |
| 1958      | Odile Weulersse                   |
| 1959      | Martine Aurillac                  |
| 1959      | Michèle Cotta                     |
| 1959      | Claude Érignac                    |
| 1959      | Alain Gomez                       |
| 1959      | Alain Schifres                    |
| 1959      | Gérard Violette                   |
| 1960      | Jean-Claude Casanova              |
| 1960      | Jean-Pierre Chevènement           |
| 1960      | Paul Dijoud                       |
| 1960      | Isaac Johsua                      |
| 1960      | Serge Klarsfeld                   |
| 1960      | Gérard Montassier                 |
| 1960      | Étienne Pinte                     |
| 1960      | Martine Segalen                   |
| 1960      | Geneviève Viney                   |
| 1961      | Paul Biya                         |
| 1961      | Jean-Paul Costa                   |
| 1961      | Élisabeth Dufourcq                |
| 1961      | Hugues Gall                       |
| 1961      | Michel de Guillenchmidt           |
| 1961      | Jack Lang                         |
| 1961      | François Nicoullaud               |
| 1961      | Albert Salon                      |
| 1961      | Nicolas Saudray                   |
| 1962      | Philippe Amaury                   |
| 1962      | Didier Borotra                    |
| 1962      | Roland Cayrol                     |
| 1962      | Jean-Marie Chevalier              |
| 1962      | Pierre Delvolvé                   |
| 1962      | Élisabeth Dufourcq                |
| 1962      | Alain Duhamel                     |
| 1962      | Marie-Christine Kessler           |
| 1962      | Henri Lepage                      |
| 1962      | Michel-Louis Lévy                 |
| 1962      | Étienne Mougeotte                 |
| 1962      | Jean-Louis Servan-Schreiber       |
| 1963      | Frédéric Bon                      |
| 1963      | Michel-Antoine Burnier            |
| 1963      | Christian Charrière               |
| 1963      | Gérard Lafay                      |
| 1963      | Jacques Oudin                     |
| 1963      | Jean Peyrelevade                  |
| 1963      | Catherine Tasca                   |
| 1963      | Antoine de Tarlé                  |
| 1963      | Pierre Zémor                      |
| 1964      | Michel Charzat                    |
| 1964      | Gisèle Charzat                    |
| 1964      | Jean-Louis Harouel                |
| 1964      | Jean-Noël Jeanneney               |
| 1964      | Christian Robin                   |
| 1964      | Louis Schweitzer                  |
| 1964      | Guy Sorman                        |
| 1965      | Dominique Bromberger              |
| 1965      | Françoise Chandernagor            |
| 1965      | Pierre-Marie Dioudonnat           |
| 1965      | Henri Emmanuelli                  |
| 1965      | Jacqueline de Guillenchmidt       |
| 1965      | Jean-Marc Mendel                  |
| 1965      | Christine Ockrent                 |
| 1965      | Hélène Ploix                      |
| 1965      | Michel Vauzelle                   |
| 1965      | Jean-Pierre Vesperini             |
| 1966      | Jean-Claude Allanic               |
| 1966      | Edmond Alphandéry                 |
| 1966      | Jean-Louis Beffa                  |
| 1966      | Claude Guéant                     |
| 1966      | Daniel Jouanneau                  |
| 1966      | Gérard Longuet                    |
| 1966      | Dominique Perben                  |
| 1966      | David de Rothschild               |
| 1966      | Jean-Claude Trichet               |
| 1967      | Jacques Attali                    |
| 1967      | Jean-Paul Bolufer                 |
| 1967      | Alain Bournazel                   |
| 1967      | Olivier Favereau                  |
| 1967      | Danièle Hervieu-Léger             |
| 1967      | Thierry Lévy                      |
| 1967      | Jean-Christian Petitfils          |
| 1967      | Étienne Pflimlin                  |
| 1967      | Alain Richard                     |
| 1968      | Jean Arthuis                      |
| 1968      | Dominique Baudis                  |
| 1968      | Gérard Bramoullé                  |
| 1968      | Laurent Fabius                    |
| 1968      | Yves Gaudemet                     |
| 1968      | Michèle Gendreau-Massaloux        |
| 1968      | Danièle Hervieu-Léger             |
| 1968      | Philippe Jaffré                   |
| 1968      | Alain Juppé                       |
| 1968      | Frédéric Mitterrand               |
| 1968      | Djamchid Momtaz                   |
| 1968      | Erik Orsenna                      |
| 1968      | Alain Pellet                      |
| 1968      | Gérald de Roquemaurel             |
| 1968      | Anne Soupa                        |
| 1968      | Jean-Cyril Spinetta               |
| 1968      | Hubert Védrine                    |
| 1968      | Jean-Louis Vinciguerra            |
| 1968      | François de Witt                  |
| 1969      | Yvan Blot                         |
| 1969      | Jean-Louis Bourlanges             |
| 1969      | Patrick Careil                    |
| 1969      | Michel Diefenbacher               |
| 1969      | Bertrand Dutheil de La Rochère    |
| 1969      | Emmanuel Lamy                     |
| 1969      | Jean-Yves Le Gallou               |
| 1969      | Rula Ghani                        |
| 1969      | Aude de Kerros                    |
| 1969      | Jean-Pierre Paoli                 |
| 1969      | Frédéric Poulon                   |
| 1970      | Catherine Barbaroux               |
| 1970      | Brigitte Basdevant-Gaudemet       |
| 1970      | Renaud Camus                      |
| 1970      | Jean-Marie Colombani              |
| 1970      | Jean-Michel Darrois               |
| 1970      | Alfred Gilder                     |
| 1970      | Jean-Jacques Guillet              |
| 1970      | Denis Jeambar                     |
| 1970      | François Kersaudy                 |
| 1970      | Jean-Gilles Malliarakis           |
| 1970      | Florence Montreynaud              |
| 1970      | Ariane Obolensky                  |
| 1970      | Jacques Pradel                    |
| 1970      | Bernard Soulage                   |
| 1970      | Dominique Wolton                  |
| 1971      | Bertrand Badie                    |
| 1971      | Bernard Bajolet                   |
| 1971      | Daniel Bouton                     |
| 1971      | Chantal Brunel                    |
| 1971      | Patrick de Cambourg               |
| 1971      | Véronique Cayla                   |
| 1971      | Jean-Louis Debré                  |
| 1971      | Érik Desmazières                  |
| 1971      | Bertrand Hervieu                  |
| 1971      | Pascal Lamy                       |
| 1971      | René Lasserre                     |
| 1971      | Nonna Mayer                       |
| 1971      | Alain Minc                        |
| 1972      | Mariam Abou Zahab                 |
| 1972      | Bertrand Le Gendre                |
| 1972      | Martine Aubry                     |
| 1972      | Georges Berthu                    |
| 1972      | Olivier Bétourné                  |
| 1972      | Gilles Catoire                    |
| 1972      | Jean-Michel Charpin               |
| 1972      | Élie Cohen                        |
| 1972      | Jean-Dominique Comolli            |
| 1972      | François Falletti                 |
| 1972      | Alain Genestar                    |
| 1972      | Roland Hureaux                    |
| 1972      | Anne Le Lorier                    |
| 1972      | Corinne Luquiens                  |
| 1972      | Jean-Louis Missika                |
| 1972      | Christian Noyer                   |
| 1972      | Ghislaine Ottenheimer             |
| 1972      | Nonce Paolini                     |
| 1972      | Anne Sinclair                     |
| 1972      | Bernard Stirn                     |
| 1972      | Dominique Strauss-Kahn            |
| 1972      | Ivan Vejvoda                      |
| 1972      | François-Xavier Villain           |
| 1972      | Laurent Wirth                     |
| 1972      | Salomé Zourabichvili              |
| 1973      | Ronny Abraham                     |
| 1973      | Nicolas Beau                      |
| 1973      | Christian de Boissieu             |
| 1973      | Philippe Cayla                    |
| 1973      | Gérard-François Dumont            |
| 1973      | Guillaume Faye                    |
| 1973      | Bruno Gollnisch                   |
| 1973      | Laurent Joffrin                   |
| 1973      | Pierre Lellouche                  |
| 1973      | Denis Pingaud                     |
| 1973      | Philippe de Villiers              |
| 1974      | Monique Castillo                  |
| 1974      | Thierry Girard                    |
| 1974      | Valérie-Anne Giscard d'Estaing    |
| 1974      | François Hollande                 |
| 1974      | Laurent Mauduit                   |
| 1974      | Anne Méaux                        |
| 1974      | Christian Milat                   |
| 1974      | Michel Orcel                      |
| 1974      | Ghislaine Ottenheimer             |
| 1974      | Sylvie Pierre-Brossolette         |
| 1974      | Catherine Procaccia               |
| 1974      | Jean-Emmanuel Ray                 |
| 1974      | Alain Rousset                     |
| 1974      | Patrick Stefanini                 |
| 1975      | Patrick Artus                     |
| 1975      | Pierre Briançon                   |
| 1975      | Ibrahim Daher                     |
| 1975      | Philippe Durey                    |
| 1975      | Jacques Gérault                   |
| 1975      | Christian Harbulot                |
| 1975      | Stéphane Rials                    |
| 1975      | Dominique Ristori                 |
| 1975      | Michel Sapin                      |
| 1975      | Dominique Villemot                |
| 1975      | Dominique de Villepin             |
| 1976      | Jacqueline Bassa-Mazzoni          |
| 1976      | Alain Bensoussan                  |
| 1976      | Laurence Bloch                    |
| 1976      | Michel Delpuech                   |
| 1976      | Laurence Harribey                 |
| 1976      | Jean-François Hebert              |
| 1976      | Gérard Leclerc                    |
| 1976      | Henri Malosse                     |
| 1976      | Denis Metzger                     |
| 1976      | Patrick Michel                    |
| 1976      | Nelson Monfort                    |
| 1976      | François Nogué                    |
| 1976      | Philippe Péninque                 |
| 1976      | Jacques Sapir                     |
| 1976      | Pierre-François Veil              |
| 1976      | Louis Vogel                       |
| 1976      | Claude Weill                      |
| 1977      | Nicolas Beytout                   |
| 1977      | Michel Cadot                      |
| 1977      | Henri-Michel Comet                |
| 1977      | Nicolas Desforges                 |
| 1977      | Henri Fissore                     |
| 1977      | Brigitte Girardin                 |
| 1977      | Alexandre Jevakhoff               |
| 1977      | Antoine Joly                      |
| 1977      | Philippe Laurent                  |
| 1977      | Jacques Le Rider                  |
| 1977      | Michel Musolino                   |
| 1977      | Jean-Marc Offner                  |
| 1977      | Yves Romestan                     |
| 1977      | François Sureau                   |
| 1977      | Michel Yahiel                     |
| 1977      | Jean-Louis Zoël                   |
| 1978      | Gérard Araud                      |
| 1978      | Philippe Bas                      |
| 1978      | Simone Beissel                    |
| 1978      | Pervenche Berès                   |
| 1978      | Philippe Collas                   |
| 1978      | Olivier Da Lage                   |
| 1978      | Pierre-Emmanuel Dauzat            |
| 1978      | Patrick Gérard                    |
| 1978      | Henri Guaino                      |
| 1978      | Benoît Laporte                    |
| 1978      | Jean-Pierre Lecoq                 |
| 1978      | Marc Le Fur                       |
| 1978      | Ségolène Royal                    |
| 1978      | Jared Taylor                      |
| 1978      | Jean-Philippe Toussaint           |
| 1978      | Philippe Wahl                     |
| 1979      | Emmanuel Carrère                  |
| 1979      | Thierry Coudert                   |
| 1979      | Bernard Émié                      |
| 1979      | François Gerber                   |
| 1979      | Olivier Jay                       |
| 1979      | Valérie Lecasble                  |
| 1979      | Guillaume Pepy                    |
| 1979      | Yves Rolland                      |
| 1979      | Dominique Versini                 |
| 1979      | Éric Zemmour                      |
| 1980      | André Bach                        |
| 1980      | Laurent Cohen-Tanugi              |
| 1980      | Richard Descoings                 |
| 1980      | Jacques Généreux                  |
| 1980      | Laurence Herszberg                |
| 1980      | Gilles Kepel                      |
| 1980      | Cécile Méadel                     |
| 1980      | Pierre Moscovici                  |
| 1980      | Stéphane Pallez                   |
| 1980      | Jean-Michel Severino              |
| 1980      | Laurent Stefanini                 |
| 1981      | Dominique Baert                   |
| 1981      | Yves Bovero                       |
| 1981      | Jérôme Champagne                  |
| 1981      | Bernard Fassier                   |
| 1981      | Jean-Pierre Filiu                 |
| 1981      | Thierry Gilardi                   |
| 1981      | Gaëtan Gorce                      |
| 1981      | Serge Grouard                     |
| 1981      | Guillaume Hannezo                 |
| 1981      | Gilles Le Gendre                  |
| 1981      | Pierre Mérot                      |
| 1981      | Vincent Nouzille                  |
| 1981      | Laurence Parisot                  |
| 1981      | Jean-Christophe Potton            |
| 1981      | Éric Raoult                       |
| 1981      | Marie-Christine Saragosse         |
| 1981      | Yves Struillou                    |
| 1982      | Nicolas Baverez                   |
| 1982      | Delphine Borione-Pratesi          |
| 1982      | Carine Camby                      |
| 1982      | Jean-Yves Camus                   |
| 1982      | Pierre Conte                      |
| 1982      | Nicolas Dupont-Aignan             |
| 1982      | Hervé Kempf                       |
| 1982      | Jacques Marilossian               |
| 1982      | Hervé Mariton                     |
| 1982      | François de Mazières              |
| 1982      | Christian Paul                    |
| 1982      | Olivier Postel-Vinay              |
| 1982      | Emmanuel Ratier                   |
| 1982      | Serge Salat                       |
| 1982      | Marisol Touraine                  |
| 1982      | Olivier Wieviorka                 |
| 1982      | François Zocchetto                |
| 1983      | Dominique Barouch                 |
| 1983      | Didier Berthet                    |
| 1983      | Íngrid Betancourt                 |
| 1983      | Éric Danon                        |
| 1983      | Philippe Forest                   |
| 1983      | Éric Fottorino                    |
| 1983      | Marc-Antoine Jamet                |
| 1983      | Jean-Christophe Peaucelle         |
| 1983      | Dominique Reynié                  |
| 1983      | Nathalie Saint-Cricq              |
| 1983      | Clotilde Valter                   |
| 1984      | Jean-Benoît Albertini             |
| 1984      | David Azéma                       |
| 1984      | Jean-Marie Besset                 |
| 1984      | Yves Bovero                       |
| 1984      | Gilles Bouleau                    |
| 1984      | Alexis Brézet                     |
| 1984      | François Cuillandre               |
| 1984      | Tugdual Derville                  |
| 1984      | Bertrand Dicale                   |
| 1984      | Renaud Dutreil                    |
| 1984      | Nicolas Eybalin                   |
| 1984      | André Gattolin                    |
| 1984      | Gilles Guglielmi                  |
| 1984      | Nicolas Miguet                    |
| 1984      | Pierre Mollier                    |
| 1984      | René Monzat                       |
| 1984      | Florence Parly                    |
| 1984      | Clémentine Portier-Kaltenbach     |
| 1984      | Stéphane Rozès                    |
| 1984      | Nicolas Sarkozy                   |
| 1984      | Marc Schwartz                     |
| 1985      | Anne Fulda                        |
| 1985      | Christophe Geffroy                |
| 1985      | Pierre Giacometti                 |
| 1985      | François Huguenin                 |
| 1985      | Élisabeth Lévy                    |
| 1985      | Christine Maugüé                  |
| 1985      | Arnaud Montebourg                 |
| 1985      | Bruno Retailleau                  |
| 1985      | Pascal Riché                      |
| 1985      | Jonas Gahr Støre                  |
| 1985      | Nicolas Théry                     |
| 1986      | Laurent Beccaria                  |
| 1986      | Corinne Bouchoux                  |
| 1986      | Jean Castex                       |
| 1986      | Guillaume Cerutti                 |
| 1986      | Ariane Chemin                     |
| 1986      | Jean-François Copé                |
| 1986      | Isabelle Giordano                 |
| 1986      | Sylvie Goulard                    |
| 1986      | Brice Hortefeux                   |
| 1986      | Alexandre Jardin                  |
| 1986      | Ronan Le Coadic                   |
| 1986      | Corinne Maier                     |
| 1986      | Jacques Maire                     |
| 1986      | Victoire de Margerie              |
| 1986      | Alexandre Michelin                |
| 1986      | Bruno Patino                      |
| 1986      | David Pujadas                     |
| 1986      | Pascal Riché                      |
| 1986      | Guillaume Roquette                |
| 1986      | Anne Roumanoff                    |
| 1986      | Pierre-Olivier Sur                |
| 1986      | Thierry Thuillier                 |
| 1987      | Raphaëlle Bacqué                  |
| 1987      | Frigide Barjot                    |
| 1987      | Frédéric Beigbeder                |
| 1987      | Loïc Blondiaux                    |
| 1987      | Sylvain Bourmeau                  |
| 1987      | Marc Burini                       |
| 1987      | Dominique Cardon                  |
| 1987      | Christian Chesnot                 |
| 1987      | Hélène Le Gal                     |
| 1987      | Frédéric Lemoine                  |
| 1987      | Virginie Linhart                  |
| 1987      | Nathalie Loiseau                  |
| 1987      | Xavier Malle                      |
| 1987      | Thierry Mandon                    |
| 1987      | Antoine Rault                     |
| 1987      | Bruno Roger-Petit                 |
| 1987      | Claude Sempère                    |
| 1987      | Brice Teinturier                  |
| 1988      | Philippe Borrel                   |
| 1988      | Sylvain Allemand                  |
| 1988      | Marie-Emmanuelle Banerjee         |
| 1988      | Frédéric Bozo                     |
| 1988      | Éric Ciotti                       |
| 1988      | Gilles Finchelstein               |
| 1988      | Christophe Jakubyszyn             |
| 1988      | Fatine Layt                       |
| 1988      | Caroline Monnot                   |
| 1988      | Aquilino Morelle                  |
| 1988      | Nathalie Obadia                   |
| 1988      | Nicolas Revel                     |
| 1998      | Frédéric Salat-Baroux             |
| 1988      | Marin de Viry                     |
| 1989      | Laurent Alexandre                 |
| 1989      | Stéphane Arfi                     |
| 1989      | Christophe Ayad                   |
| 1989      | Laurent Bouvet                    |
| 1989      | Ariane Dollfus                    |
| 1989      | Laurence Engel                    |
| 1989      | Franck Ferrand                    |
| 1989      | Laurent Lafon                     |
| 1989      | Carl Meeus                        |
| 1989      | Isabelle Moins                    |
| 1989      | Nicolas Offenstadt                |
| 1989      | Jean-Christophe Parisot de Bayard |
| 1989      | Odile Renaud-Basso                |
| 1990      | Guillaume Boudy                   |
| 1990      | Li Chevalier                      |
| 1990      | Hervé Crès                        |
| 1990      | Jean-Marie Durand                 |
| 1990      | Jean-Michel Eymeri-Douzans        |
| 1990      | Éric Freysselinard                |
| 1990      | Virginie Morgon                   |
| 1990      | Florence Noiville                 |
| 1990      | Matthieu Pigasse                  |
| 1990      | Johanna Siméant                   |
| 1990      | Xavier Ternisien                  |
| 1991      | David Abiker                      |
| 1991      | Benoît Guidée                     |
| 1991      | Martin Ajdari                     |
| 1991      | Rym al-Ali                        |
| 1991      | Sébastien Allard                  |
| 1991      | Pascale Arbillot                  |
| 1991      | Olivier Auroy                     |
| 1991      | Louis-Roch Burgard                |
| 1991      | Bruno Fuligni                     |
| 1991      | Rémi Godeau                       |
| 1991      | Félicité Herzog                   |
| 1991      | Pierre J-Y. Le Blavec             |
| 1991      | Jean-Marc Paillous                |
| 1991      | Guillaume Piketty                 |
| 1991      | Florence Tamagne                  |
| 1992      | Nicolas Buat                      |
| 1992      | Thomas Cantaloube                 |
| 1992      | Jérôme Guedj                      |
| 1992      | Laurent Hénart                    |
| 1992      | Xavier Jardin                     |
| 1992      | Sébastien Laurent                 |
| 1992      | Emmanuelle Loyer                  |
| 1992      | Olivier Marleix                   |
| 1992      | Virginie Martin                   |
| 1992      | Emmanuelle Mignon                 |
| 1992      | Frédéric Mion                     |
| 1992      | Édouard Philippe                  |
| 1992      | Rémy Rioux                        |
| 1992      | Maxime Saada                      |
| 1992      | Ivan Smagghe                      |
| 1993      | Salvador Romero                   |
| 1993      | Sylvain Allemand                  |
| 1993      | Pierre-Yves Bocquet               |
| 1993      | Boris Boillon                     |
| 1993      | Aymeric Chauprade                 |
| 1993      | Delphine d'Amarzit                |
| 1993      | Alexis Kohler                     |
| 1993      | Karine de Ménonville              |
| 1993      | Anne Paugam                       |
| 1994      | Julien Bargeton                   |
| 1994      | Gilles Clavreul                   |
| 1994      | Emelie De Jong                    |
| 1994      | François Delapierre               |
| 1994      | Rémi Féraud                       |
| 1994      | Éric Garandeau                    |
| 1994      | Laurent Solly                     |
| 1995      | Hala Gorani                       |
| 1995      | Bruno Le Maire                    |
| 1995      | Bastien Millot                    |
| 1995      | Yann Moix                         |
| 1995      | Guillaume Perrault                |
| 1995      | François de Rugy                  |
| 1995      | Thomas Thévenoud                  |
| 1995      | Benoît Thieulin                   |
| 1995      | Laurent Vallée                    |
| 1996      | Arnaud Aubron                     |
| 1996      | Audrey Azoulay                    |
| 1996      | Christophe Béchu                  |
| 1996      | Laurent Bigorgne                  |
| 1996      | Romain Grau                       |
| 1996      | Guillaume Larrivé                 |
| 1996      | Cina Lawson                       |
| 1996      | Jean Messiha                      |
| 1996      | Fleur Pellerin                    |
| 1997      | Kader Aoun                        |
| 1997      | Clémence Boulouque                |
| 1997      | Frédéric Descrozaille             |
| 1997      | Nicolas Grospierre                |
| 1997      | Claire Landais                    |
| 1997      | Axelle Lemaire                    |
| 1997      | Bernard Mourad                    |
| 1997      | Isabelle Saporta                  |
| 1997      | Dominique Sopo                    |
| 1998      | Émilie Aubry                      |
| 1998      | Anne Coffinier                    |
| 1998      | François-Xavier Demaison          |
| 1998      | Geoffroy Didier                   |
| 1998      | Nicolas Grospierre                |
| 1998      | Alexandre Lacroix                 |
| 1998      | Juliette Méadel                   |
| 1998      | Sébastien Proto                   |
| 1998      | Laurent Wauquiez                  |
| 1998      | Guillaume Zeller                  |
| 1999      | Benjamin Griveaux                 |
| 1999      | Éloi Laurent                      |
| 2000      | Camille                           |
| 2000      | Rama Yade                         |
| 2000      | Boris Vallaud                     |
| 2000      | Najat Vallaud-Belkacem            |
| 2000      | Mathias Vicherat                  |
| 2001      | Antoine Buéno                     |
| 2001      | Matthias Fekl                     |
| 2001      | Gaspard Gantzer                   |
| 2001      | Falk van Gaver                    |
| 2001      | Sarah Gensburger                  |
| 2001      | Étienne Gernelle                  |
| 2001      | Olivia Grégoire                   |
| 2001      | Mathieu Laine                     |
| 2001      | Emmanuel Macron                   |
| 2001      | Timothée Picard                   |
| 2001      | Hugues Renson                     |
| 2001      | Adrien Taquet                     |
| 2001      | Florian Zeller                    |
| 2002      | Myriam Benraad                    |
| 2002      | Wendy Bouchard                    |
| 2002      | Johann Chapoutot                  |
| 2002      | Thomas Deltombe                   |
| 2002      | Stéphane Édouard                  |
| 2002      | Antonin Lévy                      |
| 2002      | Clélie Mathias                    |
| 2002      | Eduardo Rihan Cypel               |
| 2002      | Léa Salamé                        |
| 2002      | Léonie Simaga                     |
| 2003      | Antoine Détourné                  |
| 2003      | Marc Fesneau                      |
| 2003      | Nicolas Grenier                   |
| 2003      | Sabine Herold                     |
| 2004      | Anne-Claire Legendre              |
| 2004      | Damien Abad                       |
| 2004      | Thomas Cazenave                   |
| 2004      | Leila Ghandi                      |
| 2004      | Raphaël Glucksmann                |
| 2004      | Constance Rivière                 |
| 2005      | Thomas Guénolé                    |
| 2007      | Ludovic Chaker                    |
| 2007      | Loïc Kervran                      |
| 2008      | Lætitia Avia                      |
| 2008      | Marie Bergström                   |
| 2008      | Ekoué Labitey                     |
| 2009      | Aurore Bergé                      |
| 2009      | Mounir Mahjoubi                   |
| 2009      | Alin Mituța                       |
| 2009      | Jean-Baptiste Prévost             |
| 2009      | Laetitia Strauch-Bonart           |
| 2010      | Ismaël Emelien                    |
| 2011      | Pierre-Henri Dumont               |
| 2011      | Benjamin Lancar                   |
| 2012      | Juan Branco                       |
| 2012      | Paul Duan                         |
| 2012      | Olivier Véran                     |
| 2013      | Rayan Nezzar                      |
| 2013      | Mathilde Panot                    |
| 2013      | Gabriel Attal                     |
| 2014      | Eugénie Bastié                    |
| 2014      | Thomas Dietrich                   |
| 2014      | Robin Reda                        |
| 2014      | Mathilde Imer                     |
| 2015      | Victoire Loup                     |
| 2015      | Khaled Igué                       |
| 2016      | Lénaïck Adam                      |
| 2018      | Octave Nitkowski                  |
| 2018      | Théo Casciani                     |
| 2018      | Hadrien Clouet                    |
| 2020      | Hugo Travers                      |
|           |                                   |